# E-Plate
Das e-Plate ist ein mit einem aktiven RFID-Baustein ausgestattetes Kfz-Kennzeichen. Es wurde seit 2001 von der britischen Firma Hill Numberplates Ltd. entwickelt und danach durch das britische Verkehrsministerium Department for Transport in einem Feldversuch erprobt. Inzwischen sind solche Kennzeichen für Motorräder in England zwingend vorgeschrieben.

## Technik
Die RFID-Tags werden fest in die Nummernschilder eingebettet, die Schilder selbst werden so hergestellt, dass ein Entfernen nicht zerstörungsfrei möglich ist. Die e-Plates sind mit Batterien ausgestattet, so dass sie ihre Kennung nach der Aktivierung für mindestens 10 Jahre kontinuierlich selbsttätig funken. Im Gegensatz zu passiven RFID-Systemen mit Reichweiten von nur wenigen Metern ist die Kennung dadurch bis in eine Entfernung von rund 100 Metern mit entsprechenden resident oder stationär angebrachten Sensoren lesbar. Die Funkkennung ist verschlüsselt und nach Angaben des Herstellers sicher auslesbar und eindeutig identifizierbar, Fälschungen und Kopien sollen dadurch verhindert werden. 
Die zugehörigen Lesegeräte sollen bis zu 200 e-Plate-Kennungen gleichzeitig auslesen können, auch von Fahrzeugen, die sich mit hohen Geschwindigkeiten bis zu 320 km/h daran vorbeibewegen. Über eine Verbindung der Lesegeräte mit einem zentralen System können die IDs mit den entsprechenden Fahrzeugdaten abgeglichen werden. Dazu zählen neben dem Fahrzeugtyp und Eigentümerangaben auch Steuer- und Versicherungsdaten.

## Anwendung
Insbesondere mit der Einführung der Innenstadtmaut in London, bei der die Kfz-Kennzeichen videobasiert erfasst werden, ist der Missbrauch von Kfz-Kennzeichen in Großbritannien stark angestiegen. Der Bedarf nach sicheren Identifikationssystem steigt deshalb an. Zum Zwecke der vereinfachten elektronischen Mauterhebung werden RFID-Systeme schon in mehreren Ländern eingesetzt. Bei City-Maut-Systemen könnte die RFID-Technologie der e-Plates die aufwendige kamerabasierte Kennzeichenerfassung ergänzen bzw. ersetzen, deren Ergebnisse auch stark von den Wetterverhältnissen abhängig sind. Anwendungen in der Verfolgung von Verkehrsdelikten sind denkbar, analog dem Section-Control-System, bei dem zu Beginn und Ende eines definierten Streckenabschnittes die Fahrzeuge erfasst werden und so aus der gefahrenen Zeit die Geschwindigkeit des Fahrzeugs errechnet und gegebenenfalls bei Überschreitung automatisch verfolgt werden kann. Auch in der Strafverfolgung könnten auf dem e-Plate basierende Fahrzeugidentifikationssysteme eingesetzt werden.
Auch zur drahtlosen und automatischen Bezahlung an Tankstellen könnten die e-Plates genutzt werden, das auf der RFID-Technik basierende System Speedpass hat der Ölkonzern ExxonMobil bereits in den 1990er Jahren in den USA eingeführt.
Gegen die umfangreiche Verknüpfung von Fahrzeug- und Halterdaten und deren Nutzung für Verfolgung von Delikten und zu wirtschaftlichen Zwecken haben Datenschützer bereits Bedenken geäußert.